# Congregación de N. P. Jesús Nazareno y Santo Entierro (Salamanca)
La Ilustre y Venerable Congregación de N. P. Jesús Nazareno y el Santo Entierro es una cofradía salmantina que desfila el Viernes Santo.

## Emblema
El emblema de la cofradía se compone de cruz latina con la corona de espinas entrelazada en los cuatro brazos, en la intersección de estos un pequeño escudo con el anagrama “J N”, Jesús Nazareno.

## Historia

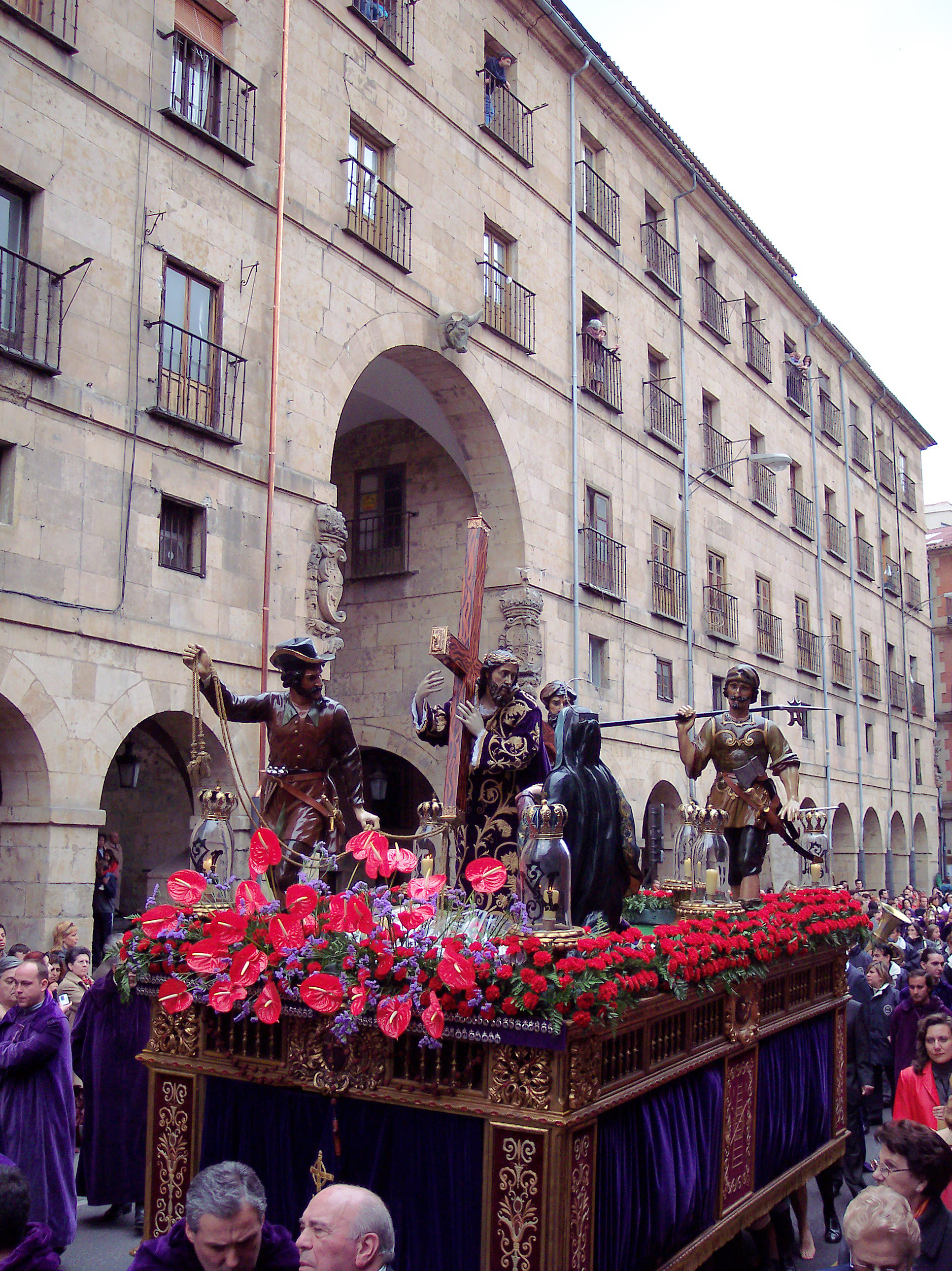
Paso de Jesús en la Calle de la Amargura

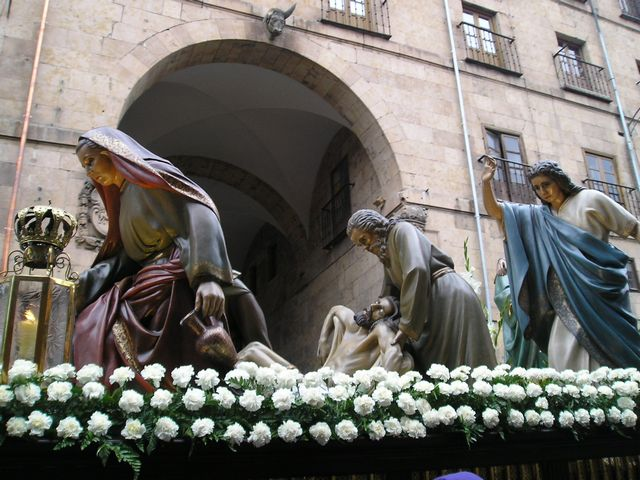
Paso del Santo Entierro

La cofradía tiene sus raíces en la procesión que la cofradía de la Vera Cruz organizaba el Miércoles Santo en el siglo XVII con la imagen de Jesús con la Cruz a Cuestas, que sigue desfilando con dicha cofradía y es conocida como el Nazareno Chico. Viendo los devotos que acompañaban el desfile el miércoles, sin ser parte de la cofradía, que los cofrades que participaban el Jueves Santo en la procesión de disciplina no acompañaban a la misma imagen de forma decorosa, se integraron en el desfile vestidos de manera similar a estos, con túnica de tafetán azul o morado y soga de esparto al cuello, y cargando una cruz dando ejemplo de penitencia. Estos devotos que no pertenecían a la Vera Cruz fundaron la Congregación en el Convento de San Francisco el Real, sede de la Vera Cruz, el 11 de noviembre de 1688, siendo refrendada canónicamente el 1 de mayo de 1689 con sede en dicho convento.
La Congregación decidió en 1714 tener su propio paso encargándose la hechura de un grupo de ocho figuras con el momento del encuentro de Jesús con las hijas de Jerusalén. La imagen del Nazareno en su encuentro con las mujeres de Jerusalén se encargó a José de Larra Domínguez, desfilando el Jueves Santo de 1716.
Debido a la incorporación del paso propio surgió una discordia con la Vera Cruz, a resultas de la cual la Congregación fue expulsada del Convento de San Francisco, trasladándose al Colegio de Clérigos Menores de San Carlos Borromeo. A partir de ese momento la Congregación abandonaría las procesiones de la Vera Cruz, organizando una independiente. 
Aun así los litigios con la cofradía de la Vera Cruz persistían ya que esta cofradía tenía el privilegio de organizar los desfiles de Semana Santa en Salamanca, mediante privilegio real concedido por Felipe II, y la Congregación del Nazareno organizaba el suyo propio. El 24 de marzo de 1724 se firmó la Concordia entre las dos cofradías con la intervención del obispo Silvestre García Escalona y caballeros comisionados por la ciudad: la Congregación se reintegraba en los desfiles de la Vera Cruz y ésta aceptaba que en sus desfiles participase un paso que no era de su propiedad. 
Ese mismo año se acortó el paso del Nazareno en dos varas reduciéndose el número de figuras de ocho a cinco. En 1735 se incorporó al mismo la imagen de la Virgen, que fue retirada en 1746 por restar visión al Nazareno. En 1794 se encargó la actual imagen mariana, tallada por Antonio Hernández sobre dibujo y modelo en barro de Jerónimo García de Quiñones. La imagen fue policromada por José García Rico y estrenada en 1797. 
En 1805 el obispo Tavira refundió todas las procesiones de miércoles, jueves y viernes en la General del Santo Entierro, la tarde del Viernes Santo tras el acto del Descendimiento. Debido a la extinción de colegios y conventos que se produjo con la Guerra de la Inpendencia la Congregación tuvo que trasladar sus imágenes al Convento de las Agustinas en 1809, un año después fue disuelta.
En 1811, disuelta la Congregación, las imágenes se trasladaron a la Iglesia de San Julián y Santa Basilisa. En 1812 se solicitó la restauración de la Congregación que, debido a la guerra, se produjo el 15 de agosto de 1814, estableciéndose definitivamente en la parroquia de San Julián. 
Durante el siglo XIX y principios del siglo XX la congregación fue la más numerosa de las cuatro existentes en la ciudad. En 1938 el obispo Plá y Deniel promovió una procesión extraordinaria rogativa con el paso del Nazareno a la Catedral por el fin de la Guerra Civil, que se celebró el Domingo de Pasión.
En 1942 se encargó un nuevo paso a Francisco González Macías representando el entierro de Cristo. En 1946, a raíz de la recuperación del Acto del Descendimiento previo a la Procesión General, la congregación se planteó, junto con la Congregación de Jesús Rescatado la inclusión de un nuevo paso simbólico compuesto por la cruz con el sudario, indicando que se acababa de efectuar el descendimiento del cuerpo del Señor. No hay constancia de que este proyecto se llevase a cabo, o por lo menos de que perdurase en el tiempo. 
En los años setenta la situación general de la Semana Santa salmantina fue de crisis, dejando de desfilar el paso del Santo Entierro y participando poquísimos hermanos de fila, apenas quince, aun así el paso del Nazareno siguió teniendo cargadores y no fue necesario sacarlo a ruedas, como sí le sucedió a la mayoría de los pasos en la ciudad.
En 1978 empezó la recuperación a raíz de medidas como la equiparación de derechos, antes había distinción entre diputados y hermanos de carga, y el permiso para admitir mujeres vistiendo el hábito de congregante en 1982, anteriormente eran hermanas de devoción. En 1989 se recuperó para el desfile el paso del Santo Entierro, añadiendo su titulación a la de la Congregación.
Ante los problemas de organización del desfile conjunto del Santo Entierro en la última década, acentuados por las incidencias meteorológicas, el pleno de la Junta de Cofradías decidió para 2013 no intercalar los pasos de las distintas cofradías siguiendo el orden de la Pasión. La medida adoptada contempla cuatro desfiles independientes compartiendo el tradicional recorrido común, que va desde la Plaza de las Agustinas hasta la Plaza Mayor, pasando por Compañía y la Rúa. En 2014 se implantará el modelo definitivo para la organización del Santo Entierro tras el estudio de las distintas alternativas por la Junta y las cofradías implicadas.
Disuelta la Procesión General del Santo Entierro la Junta de Cofradías presentó su propuesta a las cuatro hermandades que integraban el desfile, con los objetivos de agilizar la tarde del Viernes Santo y adecuar las salidas procesionales a un guion más litúrgico. Para la Congregación del Jesús Nazareno se propuso trasladar la salida procesional a la mañana del Viernes Santo. La propuesta ha sido rechazada por la junta general de la Congregación manteniendo la intención de seguir desfilando por la tarde.
Para celebrar el tercer centenario de la imagen titular la Congregación organizó una serie de actos en 2016, entre los que destacó la presentación de un libro conmemorativo de la efeméride y la celebración de una procesión extraordinaria el 9 de abril, coincidiendo con la fecha de la primera procesión celebrada con la talla.

## Pasos procesionales
- Jesús en la Calle de la Amargura. Grupo de cinco figuras representando el encuentro de Cristo con la Virgen camino del Calvario. Las imágenes de Jesús Nazareno, el Cirineo y los sayones son obra de José de Larra Churriguera en 1716, y la Virgen, arrodillada ante él, de Antonio Hernández en 1797.[1]

La imagen de Jesús Nazareno viste rica túnica de cola sin ceñir a la cintura bordada en oro, realizada por las Adoratrices en 1948 y donada por una familia de la Congregación. El 3 de marzo de 2018 se presentó una nueva túnica de procesión, de cola y sin ceñir a la cintura como la anterior. Realizada en terciopelo morado, presenta bordados serranos y charros en oro, como era costumbre en las vestiduras de la imaginería religiosa de Salamanca en el siglo XVI. La pieza ha sido bordada por Carmen y Charo Mateo Corcho, bajo diseño de Manuel Jesús García Bellido.
Desfila portado a hombros, con carga interior, sobre andas talladas en madera estrenadas en 1910 y mejoradas en 1927 y alumbrado por los mismos faroles que aparecen en el grabado que hiciera Manuel Salvador Carmona en 1806 por encargo de la Congregación.
- Santo Entierro. Es un grupo tallado por Francisco González Macías en 1942 y estrenado al año siguiente. Representa el entierro de Cristo con siete figuras cuya distribución sobre el paso ha ido cambiando a lo largo de los años. El motivo principal lo forman José de Arimatea y Nicodemo portan el cuerpo de Cristo en el sudario. Detrás aparece San Juan que consuela a la Virgen. Una mujer mayor con un ánfora, que puede representar a María de Cleofás o a María Salomé, y María Magdalena completan el grupo. La imagen de María Magdalena presenta una extraña posición, levantando el brazo derecho, y desprovista del característico tarro de ungüento, por lo que hay quien la identifica con la figura de un ángel.

Las andas sobre las que desfila se realizaron para la recuperación del grupo en 1989, siguiendo el estilo de las del Nazareno, pero más pobres. Comenzó a desfilar a ruedas, pero posteriormente se adaptó con banzos para poder ser cargado por hombres y mujeres con carga interior y exterior. En 2009, para darle homogeneidad con el otro paso se eliminó la carga exterior, suprimiendo del paso la imagen de la mujer con la jarra de perfume para reducir su peso.

## Marchas dedicadas
- Jesús Nazareno, Fernando García, 1999.
- Nazareno, Juan Carlos de la Fuente, 2007
- Al Nazareno de San Julián, Raúl Martín Cruzado, 2020.[9]
- El Santo Entierro, José Javier Galiano, 2022.[10]

## Hábito
La Congrecación mantiene el hábito con que se desfiló en procesión desde el momento de su fundación. 
Un documento de 1724 lo describe como "túnica de holandilla morada, capillo de lo mismo, soga de esparto al cuello, corona de espinas y rosario en la mano". Se le ha añadido una ligera cruz de madera con remates de metal que llevan al hombro.